# Circuito de Mônaco
O Circuito de Mônaco (em francês: Circuit de Monaco) é um circuito de rua na cidade de Monte Carlo, no Principado de Mônaco, mais conhecido por sediar anualmente o Grande Prêmio de Mônaco de Fórmula 1. A ideia de um Grand Prix nas ruas inclinadas do Mônaco partiu de Anthony Noghes, presidente do Automóvel Clube Monegasco e amigo pessoal da Família Grimaldi. A corrida inaugural teve lugar em 1929 e foi ganha por William Grover-Williams da Bugatti.

## Pista

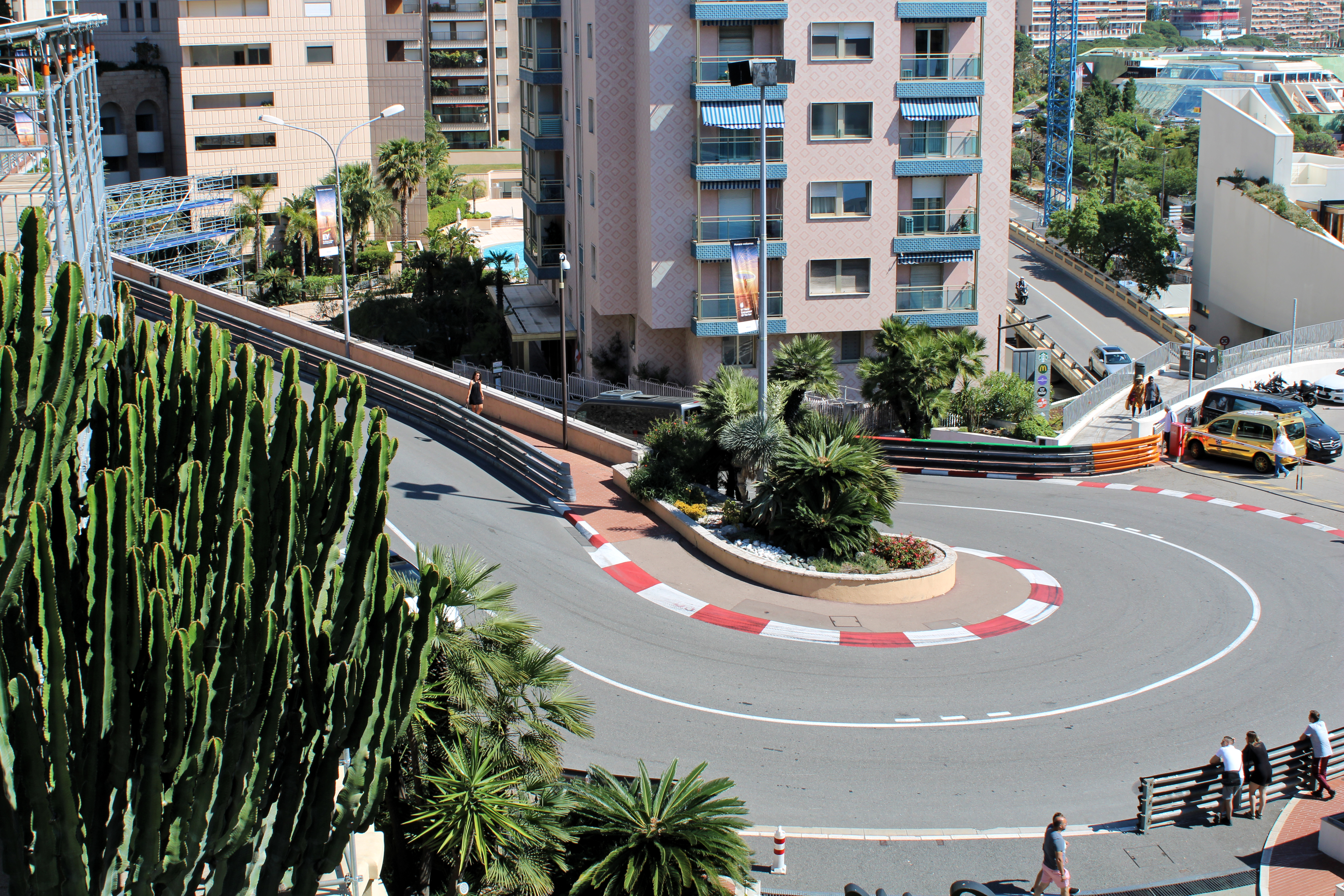
Grampo do Hotel Fairmont.

O circuito é muito estreito, tem curvas apertadas e muitas mudanças de nível o que o torna provavelmente o circuito mais difícil do Campeonato de Fórmula 1. Tem a curva mais lenta em F1 (a curva do Grand Hotel que deve ser feita a 50 km/h, e que também é a mais apertada da Formula 1) e uma das mais rápidas (a secção plana no túnel que é feita a 260 km/h) que melhor ilustram a sua dificuldade. As características apertadas e ziguezagueantes do circuito requerem a habilidade dos pilotos no que diz respeito à velocidade dos carros. Uma vez que as oportunidades de ultrapassagem são quase inexistentes durante a corrida, o resultado do Grande Prêmio depende muito da posição na tabela obtida durante a qualificação e a estratégia de paragem aplicada. Para se ter uma ideia de sua dificuldade, apenas metade da volta é feita em aceleração máxima.

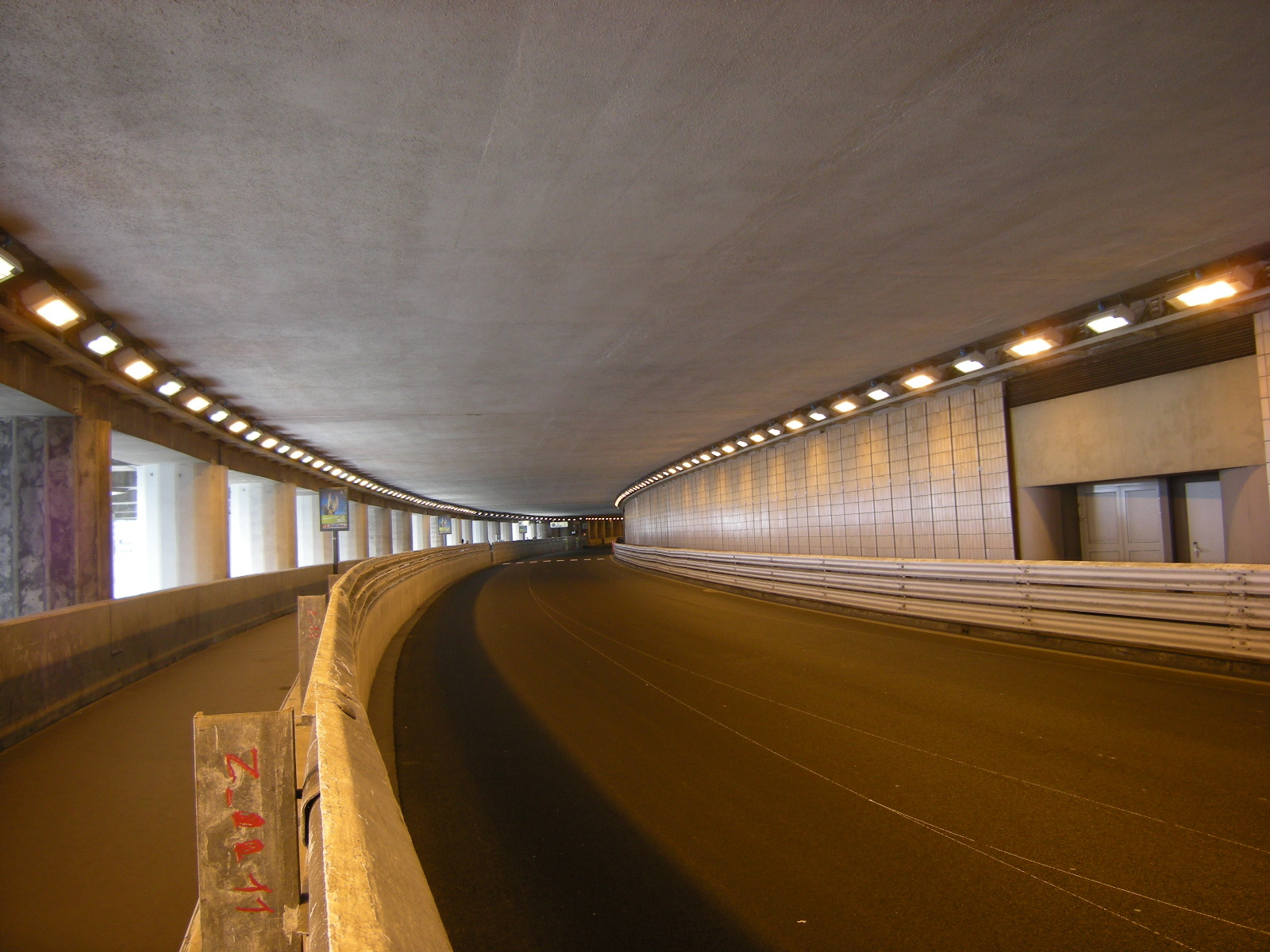
Túnel do circuito.

Devido à sua natureza difícil, o Grande Prêmio do Mônaco foi sempre um dos destaques da época. Este Grande Prêmio é indiscutivelmente a corrida do ano que todos os pilotos sonham ganhar e todos os fãs de F1 querem ver ao vivo.
Curiosamente, com exceção do atual trecho da piscina, com suas quatro curvas, introduzido em 1973, o traçado de 3.337 metros é, basicamente, o mesmo que no dia 14 de abril de 1929 recebeu o I GP de Mônaco.
Com apenas 3,337km de perímetro, o Circuito de Montecarlo é o mais curto do calendário da Formula 1. Como consequência, é o que mais voltas tem, 78, pelo que a corrida tem 260.268km. Além disso, os 210 metros que separam a grelha de partida da primeira curva, representam a distância mais curta do calendário entre um grid e uma primeira curva.

## Evolução do Circuito

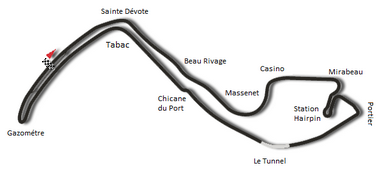
1929–1972
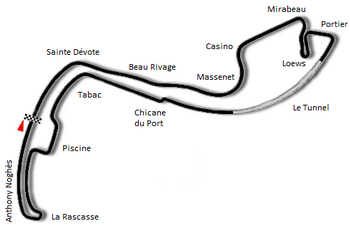
1973–1975
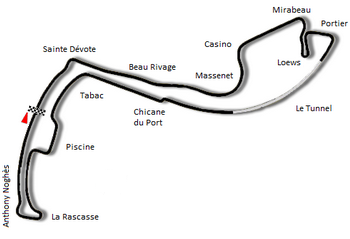
1976–1985
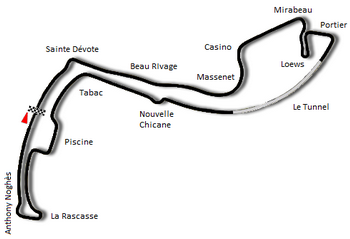
1986–1996
1997–2002
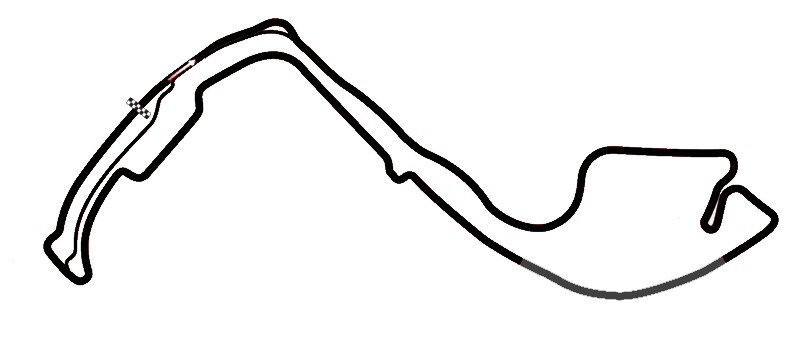
2003–2014
Circuito curto Fórmula E (2015–2019)
2015–
Circuito longo Fórmula E (2021–)

## Estatísticas, curiosidades, e outros recordes
- Desde 1950, o vencedor do Grande Prêmio de Mônaco largou apenas 10 vezes de uma posição pior que o terceiro lugar da grelha de partida [1];
- Vitória largando da posição mais distante da grelha de partida do Grande Prêmio de Mônaco -  Olivier Panis, em 1996, que largou na 14ª posição[1].
- 295km/h: É esta a velocidade máxima atingida por um monolugar nas ruas de Monte Carlo, na abordagem à curva 10.
- Desde sua inauguração, em 1950, apenas 9 pilotos que lá venceram não conquistaram o campeonato de F1 nesse mesmo ano.

## Vencedores
O maior vencedor foi Ayrton Senna.
 
O fundo rosa indica que a prova não teve validade para o Mundial.

A cor creme estão os Grande Prêmios de Mônaco que fizeram parte do Campeonato Europeu de Automobilismo anterior a 2ª Guerra Mundial.
| Ano                      | Piloto                  | Construtor                 | Resumo   |
| ------------------------ | ----------------------- | -------------------------- | -------- |
| 2025                     | Lando Norris            | McLaren-Mercedes           | Detalhes |
| 2024                     | Charles Leclerc         | Ferrari                    | Detalhes |
| 2023                     | Max Verstappen          | Red Bull Racing-Honda RBPT | Detalhes |
| 2022                     | Sergio Pérez            | Red Bull Racing-RBPT       | Detalhes |
| 2021                     | Max Verstappen          | Red Bull Racing-Honda      | Detalhes |
| Não houve em 2020        |                         |                            |          |
| 2019                     | Lewis Hamilton          | Mercedes                   | Detalhes |
| 2018                     | Daniel Ricciardo        | Red Bull Racing-TAG Heuer  | Detalhes |
| 2017                     | Sebastian Vettel        | Ferrari                    | Detalhes |
| 2016                     | Lewis Hamilton          | Mercedes                   | Detalhes |
| 2015                     | Nico Rosberg            | Mercedes                   | Detalhes |
| 2014                     | Nico Rosberg            | Mercedes                   | Detalhes |
| 2013                     | Nico Rosberg            | Mercedes                   | Detalhes |
| 2012                     | Mark Webber             | Red Bull Racing-Renault    | Detalhes |
| 2011                     | Sebastian Vettel        | Red Bull Racing-Renault    | Detalhes |
| 2010                     | Mark Webber             | Red Bull Racing-Renault    | Detalhes |
| 2009                     | Jenson Button           | Brawn-Mercedes             | Detalhes |
| 2008                     | Lewis Hamilton          | McLaren-Mercedes           | Detalhes |
| 2007                     | Fernando Alonso         | McLaren-Mercedes           | Detalhes |
| 2006                     | Fernando Alonso         | Renault                    | Detalhes |
| 2005                     | Kimi Räikkönen          | McLaren-Mercedes           | Detalhes |
| 2004                     | Jarno Trulli            | Renault                    | Detalhes |
| 2003                     | Juan Pablo Montoya      | Williams-BMW               | Detalhes |
| 2002                     | David Coulthard         | McLaren-Mercedes           | Detalhes |
| 2001                     | Michael Schumacher      | Ferrari                    | Detalhes |
| 2000                     | David Coulthard         | McLaren-Mercedes           | Detalhes |
| 1999                     | Michael Schumacher      | Ferrari                    | Detalhes |
| 1998                     | Mika Häkkinen           | McLaren-Mercedes           | Detalhes |
| 1997                     | Michael Schumacher      | Ferrari                    | Detalhes |
| 1996                     | Olivier Panis           | Ligier-Mugen/Honda         | Detalhes |
| 1995                     | Michael Schumacher      | Benetton Formula-Renault   | Detalhes |
| 1994                     | Michael Schumacher      | Benetton Formula-Ford      | Detalhes |
| 1993                     | Ayrton Senna            | McLaren-Ford               | Detalhes |
| 1992                     | Ayrton Senna            | McLaren-Honda              | Detalhes |
| 1991                     | Ayrton Senna            | McLaren-Honda              | Detalhes |
| 1990                     | Ayrton Senna            | McLaren-Honda              | Detalhes |
| 1989                     | Ayrton Senna            | McLaren-Honda              | Detalhes |
| 1988                     | Alain Prost             | McLaren-Honda              | Detalhes |
| 1987                     | Ayrton Senna            | Lotus-Honda                | Detalhes |
| 1986                     | Alain Prost             | McLaren-TAG/Porsche        | Detalhes |
| 1985                     | Alain Prost             | McLaren-TAG/Porsche        | Detalhes |
| 1984                     | Alain Prost             | McLaren-TAG/Porsche        | Detalhes |
| 1983                     | Keke Rosberg            | Williams-Ford              | Detalhes |
| 1982                     | Riccardo Patrese        | Brabham-Ford               | Detalhes |
| 1981                     | Gilles Villeneuve       | Ferrari                    | Detalhes |
| 1980                     | Carlos Reutemann        | Williams-Ford              | Detalhes |
| 1979                     | Jody Scheckter          | Ferrari                    | Detalhes |
| 1978                     | Patrick Depailler       | Tyrrell-Ford               | Detalhes |
| 1977                     | Jody Scheckter          | Wolf-Ford                  | Detalhes |
| 1976                     | Niki Lauda              | Ferrari                    | Detalhes |
| 1975                     | Niki Lauda              | Ferrari                    | Detalhes |
| 1974                     | Ronnie Peterson         | Lotus-Ford                 | Detalhes |
| 1973                     | Jackie Stewart          | Lotus-Ford                 | Detalhes |
| 1972                     | Jean-Pierre Beltoise    | BRM                        | Detalhes |
| 1971                     | Jackie Stewart          | Tyrrell-Ford               | Detalhes |
| 1970                     | Jochen Rindt            | Lotus-Ford                 | Detalhes |
| 1969                     | Graham Hill             | Lotus-Ford                 | Detalhes |
| 1968                     | Graham Hill             | Lotus-Ford                 | Detalhes |
| 1967                     | Denny Hulme             | Brabham-Repco              | Detalhes |
| 1966                     | Jackie Stewart          | BRM                        | Detalhes |
| 1965                     | Graham Hill             | BRM                        | Detalhes |
| 1964                     | Graham Hill             | BRM                        | Detalhes |
| 1963                     | Graham Hill             | BRM                        | Detalhes |
| 1962                     | Bruce McLaren           | Cooper-Climax              | Detalhes |
| 1961                     | Stirling Moss           | Lotus-Climax               | Detalhes |
| 1960                     | Stirling Moss           | Lotus-Climax               | Detalhes |
| 1959                     | Jack Brabham            | Cooper-Climax              | Detalhes |
| 1958                     | Maurice Trintignant     | Cooper-Climax              | Detalhes |
| 1957                     | Juan Manuel Fangio      | Maserati                   | Detalhes |
| 1956                     | Stirling Moss           | Maserati                   | Detalhes |
| 1955                     | Maurice Trintignant     | Ferrari                    | Detalhes |
| Não houve em 1953 e 1954 |                         |                            |          |
| 1952                     | Vittorio Marzotto       | Ferrari                    | Detalhes |
| Não houve em 1951        |                         |                            |          |
| 1950                     | Juan Manuel Fangio      | Alfa Romeo                 | Detalhes |
| Não houve em 1949        |                         |                            |          |
| 1948                     | Giuseppe Farina         | Maserati                   | Detalhes |
| Não houve de 1938 a 1947 |                         |                            |          |
| 1937                     | Manfred von Brauchitsch | Mercedes-Benz              | Detalhes |
| 1936                     | Rudolf Caracciola       | Mercedes-Benz              | Detalhes |
| 1935                     | Luigi Fagioli           | Mercedes-Benz              | Detalhes |
| 1934                     | Guy Moll                | Alfa Romeo                 | Detalhes |
| 1933                     | Achille Varzi           | Bugatti                    | Detalhes |
| 1932                     | Tazio Nuvolari          | Alfa Romeo                 | Detalhes |
| 1931                     | Louis Chiron            | Bugatti                    | Detalhes |
| 1930                     | René Dreyfus            | Bugatti                    | Detalhes |
| 1929                     | William Grover-Williams | Bugatti                    | Detalhes |

### Por pilotos, equipes e países que mais venceram1
|          |                      |                                    |
| Vitórias | Pilotos              | Edições                            |
| 6        | Ayrton Senna         | 1987, 1989, 1990, 1991, 1992, 1993 |
| 5        | Graham Hill          | 1963, 1964, 1965, 1968, 1969       |
| 5        | Michael Schumacher   | 1994, 1995, 1997, 1999, 2001       |
| 4        | Alain Prost          | 1984, 1985, 1986, 1988             |
| 3        | Stirling Moss        | 1956, 1960, 1961                   |
| 3        | Jackie Stewart       | 1966, 1971, 1973                   |
| 3        | Nico Rosberg         | 2013, 2014, 2015                   |
| 3        | Lewis Hamilton       | 2008, 2016, 2019                   |
| 2        | Max Verstappen       | 2021, 2023                         |
| 2        | Juan Manuel Fangio   | 1950, 1957                         |
| 2        | Maurice Trintignant  | 1955, 1958                         |
| 2        | Niki Lauda           | 1975, 1976                         |
| 2        | Jody Scheckter       | 1977, 1979                         |
| 2        | David Coulthard      | 2000, 2002                         |
| 2        | Fernando Alonso      | 2006, 2007                         |
| 2        | Mark Webber          | 2010, 2012                         |
| 2        | Sebastian Vettel     | 2011, 2017                         |
| 1        | Jack Brabham         | 1959                               |
| 1        | Bruce McLaren        | 1962                               |
| 1        | Denny Hulme          | 1967                               |
| 1        | Jochen Rindt         | 1970                               |
| 1        | Jean-Pierre Beltoise | 1972                               |
| 1        | Ronnie Peterson      | 1974                               |
| 1        | Patrick Depailler    | 1978                               |
| 1        | Carlos Reutemann     | 1980                               |
| 1        | Gilles Villeneuve    | 1981                               |
| 1        | Riccardo Patrese     | 1982                               |
| 1        | Keke Rosberg         | 1983                               |
| 1        | Olivier Panis        | 1996                               |
| 1        | Mika Häkkinen        | 1998                               |
| 1        | Juan Pablo Montoya   | 2003                               |
| 1        | Jarno Trulli         | 2004                               |
| 1        | Kimi Räikkönen       | 2005                               |
| 1        | Jenson Button        | 2009                               |
| 1        | Daniel Ricciardo     | 2018                               |
| 1        | Sergio Pérez         | 2022                               |
| 1        | Charles Leclerc      | 2024                               |
| 1        | Lando Norris         | 2025                               |

|          |            |                                                                                                |
| Vitórias | Construtor | Edições                                                                                        |
| 16       | McLaren    | 1984, 1985, 1986, 1988, 1989, 1990, 1991, 1992, 1993, 1998, 2000, 2002, 2005, 2007, 2008, 2025 |
| 10       | Ferrari    | 1955, 1975, 1976, 1977, 1981, 1997, 1999, 2001, 2017, 2024                                     |
| 7        | Lotus      | 1960, 1961, 1968, 1969, 1970, 1974, 1987                                                       |
| 7        | Red Bull   | 2010, 2011, 2012, 2018, 2021, 2022, 2023                                                       |
| 5        | BRM        | 1963, 1964, 1965, 1966, 1972                                                                   |
| 5        | Mercedes   | 2013, 2014, 2015, 2016, 2019                                                                   |
| 3        | Cooper     | 1958, 1959, 1962                                                                               |
| 3        | Tyrrell    | 1971, 1973, 1978                                                                               |
| 3        | Williams   | 1980, 1983, 2003                                                                               |
| 2        | Maserati   | 1956, 1957                                                                                     |
| 2        | Brabham    | 1967, 1982                                                                                     |
| 2        | Benetton   | 1994, 1995                                                                                     |
| 2        | Renault    | 2004, 2006                                                                                     |
| 1        | Alfa Romeo | 1950                                                                                           |
| 1        | Wolf       | 1977                                                                                           |
| 1        | Ligier     | 1996                                                                                           |
| 1        | Brawn      | 2009                                                                                           |

|          |               | |
| Vitórias | País          | Edições |
| 18       | Reino Unido   | 1956, 1960, 1961, 1963, 1964, 1965, 1966, 1968, 1969, 1971, 1973, 2000, 2002, 2008, 2009, 2016, 2019, 2025 |
| 10       | Alemanha      | 1994, 1995, 1997, 1999, 2001, 2011, 2013, 2014, 2015, 2017                                                 |
| 9        | França        | 1955, 1958, 1972, 1978, 1984, 1985, 1986, 1988, 1996                                                       |
| 6        | Brasil        | 1987, 1989, 1990, 1991, 1992, 1993                                                                         |
| 4        | Austrália     | 1959, 2010, 2012, 2018                                                                                     |
| 3        | Áustria       | 1970, 1975, 1976                                                                                           |
| 3        | Argentina     | 1950, 1957, 1980                                                                                           |
| 3        | Finlândia     | 1983, 1998, 2005                                                                                           |
| 2        | Países Baixos | 2021, 2023                                                                                                 |
| 2        | Nova Zelândia | 1962, 1967                                                                                                 |
| 2        | África do Sul | 1977, 1979                                                                                                 |
| 2        | Itália        | 1982, 2004                                                                                                 |
| 2        | Espanha       | 2006, 2007                                                                                                 |
| 1        | Suécia        | 1974 |
| 1        | Canadá        | 1981 |
| 1        | Colômbia      | 2003 |
| 1        | México        | 2022 |
| 1        | Mônaco        | 2024 |

↑1  (Última atualização: GP de Mônaco de 2025)

Contabilizados somente os resultados válidos pelo mundial de F1

## Recordes em Monte Carlo
|                       | País/Piloto    | Chassi/Motor      | Tempo        | Ano  |
| --------------------- | -------------- | ----------------- | ------------ | ---- |
| Pole Position         | Lando Norris   | McLaren V6 Turbo  | 1min 09s 954 | 2025 |
| Melhor Volta na Prova | Lewis Hamilton | Mercedes V6 Turbo | 1min 12s 909 | 2021 |